# Zdobycie Heratu przez Mongołów
Zdobycie Heratu przez Mongołów – dwukrotne oblężenie Heratu przez Mongołów w latach 1221–1222, zakończone zdobyciem i niemal całkowitym zniszczeniem miasta oraz wymordowaniem jego mieszkańców.
W roku 1219 Czyngis-chan zaatakował Chorezm, i stosunkowo szybko zdobywał kolejne miasta należące do tego państwa. W roku 1221 wojska mongolskie pod dowództwem syna Czyngisa, Tołuja, dotarły pod mury Heratu, i zaproponowały jego 12-tysięcznemu garnizonowi poddanie się na dogodnych warunkach. Gubernator miasta, Szams ad-Din Mohammad Dżuzjani, odrzucił jednak tę propozycję, dodatkowo zabijając mongolskiego posła. Po krótkim oblężeniu, w wyniku którego Mongołowie zabili Dżuzjaniego i wszystkich jego żołnierzy, ale oszczędzili ludność cywilną, Tołuj pozostawił w mieście swoich przedstawicieli i odszedł. Po zwycięstwie Dżalal ad-Dina nad Mongołami w bitwie pod Parwanem mieszkańcy miasta zabili pełnomocników Tołuja. Mongolska ekspedycja karna pod wodzą Eldżigideja po sześciomiesięcznym oblężeniu w roku 1222 niemal całkowicie zniszczyła miasto i wymordowała jego mieszkańców, za pomocą specjalnych oddziałów poszukując ewentualnych uciekinierów w całym okolicznym regionie. Muzułmańscy kronikarze podają fantastyczne liczby ofiar, sięgające 1 600 000 ludzi. Niemniej pewnym jest, że zginęło ich nie mniej niż kilkadziesiąt tysięcy. Źródła mówią także o zniszczeniu miejscowej sieci irygacyjnej. Próby jej odbudowania rozpoczęły się już w roku 1236, ale miały na razie skromny charakter. O ile pod koniec X wieku miało być w regionie Heratu około 400 wiosek, to jeszcze na początku wieku XV było ich tylko około 200, a pod koniec tego okresu, który jest uważany za ponowny moment świetności miasta, 250.